# Олешенка (Ленинградская область)
Олешенка — деревня в Будогощском городском поселении Киришского района Ленинградской области.

## История

Деревня Ханакова Новинка и выселок Устье на карте 1932 года

Согласно карте Ленинградской области Северо-западного аэрогеодезического треста ГГУ издания 1932 года деревня Ханакова Новинка, являющаяся частью современной деревни Олешенка, насчитывала 8 крестьянских дворов, выселок Устье — 3 двора.
Согласно переписи населения СССР 1939 года был «образован новый пос. Олешенка путем свозки хут. Ортягино и Устье». Во во вновь организованный посёлок Олешенка Крестецкого сельсовета были свезены: хутор Олешенка, где проживали 24 мужчины и 30 женщин, хутор Ортягино, где проживали 15 мужчин и 15 женщин, а также выселок Устье, где проживали 8 мужчин и 9 женщин, всего 101 человек.
С 1 февраля 1963 года посёлок Олешенка учитывался в составе Волховского района.
С 1965 года — в составе Киришского района. В 1965 году население посёлка Олешенка составляло 24 человека.
По административным данным 1966 года Олешенка учитывалась как деревня и также входила в состав Крестецкого сельсовета.
По данным 1973 и 1990 годов деревня Олешенка входила в состав Будогощского сельсовета.
В 1997 году в деревне Олешенка Будогощской волости проживали 7 человек, в 2002 году — 2 (1 — русский, 1 — украинец).
В 2007 и 2010 годах в деревне Олешенка Будогощского ГП не было постоянного населения.

## География
Деревня расположена в юго-восточной части района на автодороге 41К-115 (Кириши — Будогощь — Смолино).
Расстояние до административного центра поселения — 22 км.
Расстояние до ближайшей железнодорожной станции Будогощь — 24 км.
Деревня находится на правом берегу реки Шарья в месте впадения в неё реки Олешенка.

## Демография
| 1965 | 1997 | 2002 | 2007 | 2010 | 2017 |
| ---- | ---- | ---- | ---- | ---- | ---- |
| 24   | ↘7   | ↘2   | ↘0   | →0   | ↗6   |

Согласно данным Всероссийской переписи населения 2021 года в деревне постоянного населения не было.

## Улицы
Залесная.